# Alfonso Liguori Morapeli
Alfonso Liguori Morapeli OMI (ur. 25 maja 1929 w Ha Motebang, zm. 17 maja 1989) – sotyjski duchowny rzymskokatolicki,
arcybiskup Maseru.

## Biografia
Alfonso Liguori Morapeli urodził się 25 maja 1929 w Ha Motebang w Basutolandzie. 14 grudnia 1958 otrzymał święcenia prezbiteriatu i został kapłanem Zgromadzenia Misjonarzy Oblatów Maryi Niepokalanej.
13 kwietnia 1967 papież Paweł VI mianował go arcybiskupem Maseru. 29 czerwca 1967 przyjął sakrę biskupią z rąk arcybiskupa kapsztadzkiego kard. Owena McCanna. Współkonsekratorami byli biskup Qacha’s Nek Joseph Delphis Des Rosiers OMI oraz biskup Leribe Ignatius Phakoe OMI.
W latach 1968–1970 był również administratorem apostolskim diecezji Leribe. W latach 1972–1982 był przewodniczącym Konferencji Episkopatu Lesotho. Zmarł 17 maja 1989.